# Harpàgides
Els harpàgides foren una dinastia reial de Lídia que suposadament descendia del general mede Hàrpag, membre de la casa reial mede. Heròdot en podria haver obtingut informació sobre la història de l'Imperi Mede i la subjugació de l'Àsia Menor pels perses.